# Edin Karamazov
Edin Karamazov est un luthiste-musicien bosniaque renommé (né en 1965 à Zenica, en Bosnie-Herzégovine).

## Biographie
Il étudie le luth avec Hopkinson Smith à la Schola Cantorum Basiliensis.
Il travaille avec des ensembles tels que Hespèrion XX, L'Arpeggiata, Hilliard Ensemble, Mala Punica, l'Orpheus Chamber Orchestra et des chanteurs tels qu'Andreas Scholl, Maria Cristina Kiehr, Arianna Savall et Sting .
Des collaborations récentes avec Sting (dans le domaine de la musique du XVIe siècle) ont abouti à l'album et au film Songs from the Labyrinth, consacré aux chansons pour luth de John Dowland. Le premier album solo de  Erin Karamazov sur DECCA "The Lute is a Song", sorti en 2008, inclut des invités de marque comme Sting, Renée Fleming et la chanteuse-compositrice macédonienne Kaliopi.
Le second album solo de Karamazov à l'archiluth Britten - Bach (Alpha, 2011) comprend le "Nocturne" de Benjamin Britten  et la Partita pour violon seul nº 2 de Jean-Sébastien Bach. 
Il a aussi enregistré avec le groupe vocal féminin croate "Klapa" Cesarice (label Menart records, 2012).

## Discographie
- Confronting Silence (Paisaje cubano con lluvia de Leo Brouwer, Toward the Sea de Tōru Takemitsu), avec Žarko Hajdarhodžić (Hrvatsko Drustvo Skladatelja, 2004)
- Come, Heavy Sleep (Alpha, 2004)
- Concerto in Dialogo (Aquarius, 2004)
- Songs from the Labyrinth, avec Sting (Deutsche Grammophon, 2006)
- The Journey and the Labyrinth (en) avec Sting (Deutsche Grammophon, 2007)
- The Lute Is a Song (L'Oiseau-Lyre, 2009)
- Oblivion avec Kaliopi (Kaliopi, 2009)
- Britten - Bach (Alpha, 2011), album solo à l'archiluth
- Klapa Cesarice & Edin Karamazov (Menart, 2012)
- Reminiscences: Musique inspirée par les Beatles et Sting (Lumaudis, 2018)
- Lachrimae avec Božo Vrećo (en) (Croatia, 2020)